# Rinorea riana
Espèce
Synonymes
Selon Tropicos (05 mai 2022) et GBIF (05 mai 2022) :
- Alsodeia prunifolia Spreng.
- Alsodeia riana (DC. ex Ging.) Turcz.
- Conohoria riana DC.
- Conohoria riana DC. ex Ging., 1824
- Conohoria riana Oldeman
- Riana guianensis Aubl.

Rinorea riana est une espèce de plantes à fleurs de la famille des Violaceae. C'est un arbuste néotropical.
Rinorea riana est connu en Guyane sous les noms de Bofo tiki (Aluku), Boumbikidia (Aukan), Ouagnon (Wayãpi), Pacumleima, Riana = Riane (Caraibe selon Aublet, 1775).
Au Venezuela, on l'appelle aussi Caspadillo (=Gaspadillo) (marrón) (Amacuro, Amazonas, Bolívar), Molinillo, Pata grillo/grullo, Pata pauji (Bolívar), Jö’nö jodedü (Yekwana), Gaspadillo, Gaspadillo blanco, Mamoncilla, Molenillo.
C'est encore Mamusare (Arawak), Shero (Wapisiana), Shipiye (Macusi) au Guyana, Boembi kiridia (Aukan), Lélé(-tiki), Manari(e)-tiki(e) (Sranan tongo) au Suriname, et Pywa'y-hu dans le Maranhão (Brésil).

## Description
Rinorea riana est un petit arbre, un arbuste ou un arbrisseau haut de 1 à 4 (8) m, à rameaux violacés couverts de nombreuses grandes lenticelles calleuses (généralement) blanchâtres, peu pubérulentes à glabrescentes.
L'écorce externe est grise avec des taches blanches. Le bois est jaune à chartacée.
Les feuilles sont simples, opposées.
Les pétioles sont longs de (1-)2,5-10(-15) mm, ferrugineux ou marron piloseux ou pubérulents devenant glabrescents.
Les stipules mesurant 3-3,5 × 0,75-1,5 mm, sont caduques, de forme étroitement ovales, subobtuses à subaiguës, herbacées à scarieuses, strig(ill)ose ferrugineux, veinées, ciliolées.
Le limbe mesure (4,5-)8-24,5 × (1,25-)3-8,75 cm, et est coriace, glabre (ou un peu pubérulent en dessous), de forme (étroitement) ovale à elliptique, généralement plus large à la moitié de la base (voire au tiers de la base), à base arrondie à cunéiforme voire subcordée, , à marges subentière à subdentelé ou subcrénelé, à apex subobtus à subaigu, vaguement mucronulé, cuspidé à acuminé (acumen long de (0,5-)1-3,5(-4) cm), de couleur vert brunâtre en dessous.
La nervure médiane et les 8-13 paires de nervures latérales sont glabres sur les deux faces.
La nervation tertiaire est réticulée.
Les inflorescences sont des grappes ou des panicules racémeux, lâches, axillaires, latéraux et subterminaux, solitaires (rarement 2-4 fasciculées), longs de (1,25-)5-14,5 cm.
L'axe central est pileux peu ferrugineux.
Les pédicelles sont ferrugineux pileux à pubérulents, longs de (1,75-)3-4,5 mm, articulés à l/2-/4(-l/7) de la base.
Les bractéoles subopposées (0,75-1,75 × 0,5-1 mm) et les bractées (1,5-1,75 × 0,75-1 mm) sont herbacées, de forme deltoïde, ovale ou elliptique, à poils dorés à ferrugineux le long de la nervure médiane, veinées, (sub)aigues à l'apex.
Les boutons floraux sont tolpoïdes.
Les fleurs sont pendantes, parfumées, de couleur blanc jaunâtre sale, devenant brun chocolat au séchage.
Les sépales subégaux, mesurent 1-2 × 0,5-1,5(-1,75) mm, sont herbacés, de forme ovales, généralement (légèrement) ferrugineux à dorés pileux(uleux) le long de la côte médiane, avec 5-7(-9) stries, à marge scarieuse et ciliolée dorée, et à l'apex subaigu.
Les pétales jaune pâle ou blancs (devenant brun chocolat au séchage), mesurent 3-5 × 1,25-2 mm, sont herbacés, de forme étroitement ovale à deltoïde, généralement glabres, avec la côte médiane parfois légèrement ferrugineuse à poilue dorée, à marge parfois légèrement ciliolée dorée, à l'apex (sub)obtus.
Les étamines sont longues de 2,75 à 3,75 mm, avec des filets libres, glabres mesurant 0,5-0,75 × 0,25-0,75 mm, portant des glandes dorsales charnues, libres (rarement fusionnées entre elles), adnées aux filets, de taille plus ou moins comparable aux filets ((0,25-)0,5-1,5 × 0,25-1 mm), de forme (étroitement) ellipsoïde à ovoïde, légèrement pileux à glabres, à apex libre, obtus, tronqué ou émarginé.
Les anthères mesurent 1,5-2 × 0,5-1 mm, et sont émarginées, de forme ovoïdes, à apex (sub)obtus, dépourvus d'appendice.
Le connectif extérieur, mesurant 0,75-1 × ca.0.25 mm, est glabres de forme (étroitement) deltoïde à elliptique, (sub)obtus, avec des écailles latérales et apicales, brunes, scarieuses, de forme ovales, mesurant 2,25-2,75 × 1-1,25 mm, à bords (sub)érosés, et à l'apex obtus, subérosé à subentier.
L'(ovaire subglobuleux, mesurant (0,5-)0,75-1,5 mm de diamètre, est hispide « épineux » associé à densément hispiduleux, couvert d'un indumentum doré devenant marron avec l'âge.
On compte 1(-2) ovule par placenta.
Le style mesure (1,25-)1,75-2,5 × ca.0.2 mm (dépassant les étamines d'environ 0,25-0,5 mm), est filiforme, dressé ou légèrement incurvé près de la base, principalement glabre, pileux près de sa base, et porte une stigmate tronqué.
Le fruit est une capsule symétrique, mesurant 15-18 mm, de forme (ob)ovale à orbiculaire, acuminée, coriace à subligneuse, de couleur vert pâle à marron à l'état frais, veloutée avec peu de poils (indumentum marron à l'état sec), avec une nervation orange à brun rougeâtre à l'état frais.
Les 3 valves sont égales, mesurant 1,5-2,75 × 0,5-1 cm.
On compte 1-2 graines par valve, de forme globuleuse, longues de 4 à 10 mm, sub-roussâtres hirtelleuses,,,.
Rinorea riana se caractérise par la combinaison des caractères suivants :
- indument principalement marron (une fois sec),
- rameaux à grosses lenticelles calleuses (plus grosses et moins nombreuses que chez R. brevipes dont les rameaux séchés virent également au violacés avec des lenticelles blanchâtres),
- feuilles dépourvues de domaties, avec des nervures médiane et latérales glabres sur les deux faces (comme chez R. flavescens),
- ovaires et fruits juvéniles érigés hispides « épineux » en combinaison avec densément hispiduleux (indumentum initialement jaune paille, vire rapidement au marron au séchage),
- sa capsule veloutée à faiblement poilue (indumentum séché est marron),
- fleurs virant au brun chocolat au séchage (et non orange comme les autres espèces)[6].

## Répartition
Rinorea riana est répandu de Trinidad à la Basse Amazonie (Pará, Brésil), en passant par les Guyanes (Guyana, Suriname, Guyane), et le Venezuela (Bas Bassin de l'Orénoque : Delta Amacuro, Bolívar, Amazonas),.

## Écologie
Rinorea riana est une espèce de sous-bois assez commune dans les forêts anciennes des basses terres ainsi que dans les zones vallonnées ou sub-montagneuses autour de 0 à 800 m d'altitude, et également enregistré dans les forêts poussant sur des minerais.
Des spécimens dans des zones vallonnées ont été collectés sur des sommets, dans des ravins rocheux et sur les pentes. On l'observe également le long des rivières et des ruisseaux. Dans les basses terres, on le rencontre dans des zones non inondées telles que des dunes et rives hautes fluviales, ainsi que dans des zones périodiquement inondées, sur des sols granitiques, schistiques, ferrobauxitiques, argileux ou sableux.
Rinorea riana fleurit et fructifie probablement tout au long de l'année.
On le rencontre au Venezueladans les sous-bois des forêts sempervirentes de plaine à basse montagne, saisonnièrement inondées ou non, niveau de la mer jusqu'à 700 m d'altitude.
En Guyane, Rinorea riana pousse dans les forêts non inondées à toutes les altitudes, et fleurit en janvier août, et fructifie en janvier, février, mars, mai, juin, août.
La place phytosociologique de Rinorea riana a été abordée dans le Pará,.

## Utilisations
Le nom Sranan tongo Manari-tiki signifie que les rameaux et les brindilles peuvent être utilisés pour faire des tamis, de même que Lélé(-tiki) se rapporte à la fabrication de lélé.

## Protologue

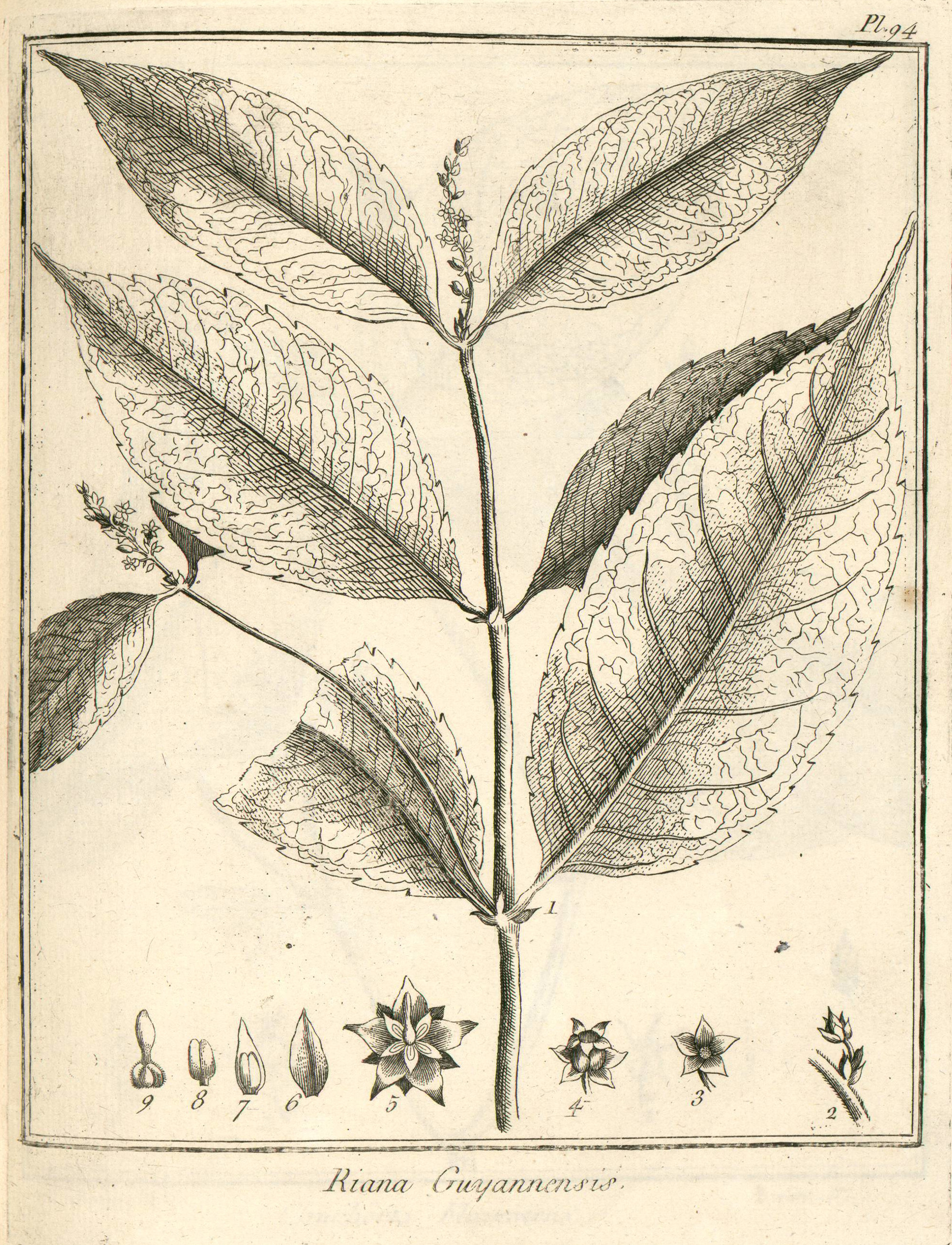
Rinorea riana par Aublet (1775).
Planche 94 : On a groſſi toutes les parties de la fleur. - 1. Stipules. - 2. Bouton de fleur. Écailles. - 3. Calice. - 4. Fleur épanouie. - 5. Fleur ouverte. Feuillets. Étamines. - 6. Pétale. - 7. Feuillet. Étamine. - 8. étamine. - 9. Piſtil.

En 1775, le botaniste Aublet qui le premier décrivit Rinorea riana var. riana sous le nom de Riana guianensis, en proposa le protologue suivant: 

« RIANA Guianenſis. (Tabula 94.)
Frutex, trunco ramoſo, decempedali. Rami erecti, nodoſi. Folia oppoſita, ovato-oblonga, acuta, denticulata, glabra, rigida, petiolata. Stipulæ breves, binæ, oppoſitæ, acutæ, deciduæ, una ab utroque latere intra baſim petiolorum. Flores alternatim diſpoſiti, in ſpicâ terminali ; lingulus flos brevi pedunculo inſidet, qui ad baſim quatuor squamulis munitur. Corolla alba.
Florebat Auguſto.
Habitat in ſylvis Aroura.

LE RIANE de la Guiane. (Tabula 94.)
Cet arbrisseau s'élève à huit ou dix pieds. Son tronc à trois ou quatre pouces de diamètre, & pouſſe des branches des le bas. Ces branches ſont droites, ligneuſes & rameuſes, garnies de deux feuilles oppoſées, diſpoſées en croix, qui ont à leur baſe, de chaque côte, une stipule intermédiaire qui tombe de bonne heure. Les feuilles ſont vertes, liſſes, fermés, dentelées, ovales, terminées par une longue pointe. Leur pédicule eſt court, convexe en deſſous, creuſé en gouttiere en deſſus. Les plus grandes feuilles ont ſept pouces de longueur ſur trois de largeur. De l'extrémité des branches & des rameaux naiſſent des épis de fleurs alternes. Leur pédoncule eſt très court; il eſt garni à la baſe de quatre petites écailles.
Le calice eſt diviſé en cinq parties aiguës, qui ſe couvrent par un cote l'une ſur l'autre.
La corolle eſt blanche, à cinq pétales longs, termines en pointe ; leſquels ſe rapprochent par leur partie inférieure qui eſt large, & forment un petit grelot. Leur partie ſupérieure ſe recourbe en dehors, lis ſont attaches au fond du calice.
Les étamines ſont au nombre de cinq, placées chacune ſur un feuillet long, pointu, blanc & concave. Leur filet eſt très court.
L'anthère eſt jaune, à deux bourſes, ſéparées par un ſillon ; les étamines ſont rangées à la baſe de l'ovaire.
Le piſtil, qui occupe le centre des étamines dont il eſt entoure, eſt un ovaire à cinq côtes velues, ſurmonté d'un style charnu, terminé par un stigmate renflé & obtus. Je n'ai pas vu l'ovaire dans ſa maturité : il étoit trop petit pour en déterminer la ſtructure interne.
J'ai trouvé cet arbriſſeau dans les forêts d'Aroura, il étoit en fleur au mois d'Août.
On a groſſi toutes les parties de la fleur. »

— Fusée-Aublet, 1775.